# X SS Cuerpo
El X SS Cuerpo (en alemán: Generalkommando X. SS-Armeekorps o Gruppe Krappe) fue una unidad del tamaño de un cuerpo de la SS empleado en el Frente Oriental en 1945 durante la Segunda Guerra Mundial.

## Historia
El X SS Cuerpo se formó en enero de 1945 con hombres y equipamiento proporcionados por el disuelto XIV SS Cuerpo (una unidad temporal empleada durante la Operación Nordwind). El Cuerpo fue subordinado al 11.º Ejército Panzer SS en febrero de 1945, y luego al 3.er Ejército Panzer en marzo. Fueron desplegados en las cercanías de Dramburg, en Pomerania. En febrero de 1945, el X SS Cuerpo controlaba la 5.ª División Jäger y la 402.ª División. El generalleutnant Günther Krappe tomó el mando del cuerpo el 10 de febrero de 1945. En marzo de 1945, el cuerpo también tenía bajo su control la 163.ª División de Infantería.
En marzo de 1945, el X SS Cuerpo (y el Korpsgruppe Tettau) fueron rodeados por el 1.º Ejército de Tanques de la Guardia, el 3.º Ejército de Choque y el 1.º Ejército Polaco en un área aproximadamente a 20 kilómetros al norte de Dramburg. Los dos ejércitos soviéticos empujaron contra la bolsa desde el oeste y el noroeste, mientras que el 1.º Ejército Polaco avanzó desde el sur, este y noreste, lo que provocó la destrucción de las tropas alemanas rodeadas el 7 de marzo de 1945. El 8 de marzo de 1945, los soviéticos anunciaron la captura del General Krappe y 8.000 hombres del X SS Cuerpo.

## Comandantes
- SS-Obergruppenführer Erich von dem Bach-Zelewski: 26 de enero - 10 de febrero de 1945
- SS-Obergruppenfuhrer Günther Krappe: 10 de febrero - 7 de marzo de 1945
- SS-Standartenführer Herbert Golz: 7 de marzo - 11 de marzo de 1945